# جيلدا دي أبرو
جيلدا دي أبرو (23 سبتمبر 1904 - 4 يونيو 1979) كانت ممثلة ومغنية وكاتبة ومخرجة أفلام برازيلية.

## نبذة
ولدت جيلدا دي أبرو في عائلة ثرية،غنية وبدأت مسيرتها المهنية كفنانة، حيث كانت تؤدي في المسرحيات الموسيقية والأوبريتات. بدأت مسيرتها لأول مرة في الإنتاجات المسرحية سنة 1936.
عندما قامت دور البطولة في الكوميديا الرومانسية Bonequinha de Seda، في اعلان و انتاج Adhemar. كان الفيلم الحديثة بمثابة دور مبهر لأبرو، حيث سمح لها بالانتقال من مسيرتها المهنية الحريفة السابقة على المسرح إلى مهنة في صناعة السينما البرازيلية.